# Ronde van Zweden
De Ronde van Zweden (Zweedse naam: Postgirot Open) was een meerdaagse wielerwedstrijd die tussen 1982 en 2002 werd verreden in Zweden. Tussen 1924 en 1975 werd de koers verreden als amateurkoers onder de naam Sexdagarsloppet of kortweg Sexdagars ("Zesdaagse").

## Erelijsten

### Postgirot Open (profs)

#### Meervoudige winnaars
| Overwinningen | Renner            | Land      | Jaren            |
| ------------- | ----------------- | --------- | ---------------- |
| 3             | Michael Andersson | Zweden    | 1991, 1992, 2000 |
| 2             | Tommy Prim        | Zweden    | 1982, 1983       |
| 2             | Erik Dekker       | Nederland | 1994, 1995       |

#### Overwinningen per land
| Overwinningen | Land                  |
| ------------- | --------------------- |
| 5             | Zweden                |
| 4             | Nederland             |
| 3             | Denemarken, Noorwegen |
| 2             | Australië, Frankrijk  |
| 1             | Italië, Sovjet-Unie   |